# Bupleurum chinense
Espèce
Classification phylogénétique
Bupleurum chinense, le buplèvre chinois, est une espèce d’arbuste de la famille des Apiacées, originaire d’Asie orientale.
Sa racine est utilisée en médecine traditionnelle chinoise sous le nom de chaihu 柴胡. Elle est traditionnellement indiquée contre les douleurs thoraciques et le prolapsus génital (descente d’organe). Les composants actifs principaux sont des saponosides aux propriétés anti-inflammatoires, inducteurs d’une activité de type corticoïde, hypocholestérolémiants et hépatoprotecteurs.

## Étymologie et nomenclature
Le nom de genre Bupleurum vient du grec βού·πλευρον, ου (τὸ) « buplèvre », litt. flanc de bœuf (βοῦς, πλευρά) (Bailly 2020).
L’épithète spécifique chinense dérive du latin scientifique de chine et du suffixe -ensis, -ense « originaire de », ce qui donne « originaire de Chine ».
L’espèce Bupleurum chinense  a été décrite pour la première fois en 1830 par le botaniste Augustin Pyrame de Candolle dans Prodromus Systematis Naturalis Regni Vegetabilis 4: 128. 1830. Cinquante-trois ans plus tard, la nouvelle description de Bupleurum chinense donnée par Adrien Franchet est considérée comme « illégitime » (‘’Nomen illegitimum’’), car postérieure à celle de Augustin de Candole, considérée comme « valide ».

## Description
Plante vivace de 50 à 80 cm de haut. La racine est robuste, allongée, brune, ligneuse et généralement ramifiée.
Les feuilles basales sont oblancéolées ou étroites-elliptiques, de 4–7 cm de long sur 1,6–0,8 cm de large, avec une base se rétrécissant en pétiole et un apex acuminé. Les feuilles médianes sont largement linéaires-lancéolées de 4-12 x 0,6-1,8 cm, glauque dessous. Les feuilles apicales sont petites.
Les inflorescences sont de grandes panicules lâches, regroupant de nombreuses ombelles  d’ombellules de 4–6 mm formées de 5 à 10 fleurs. Les pétales sont jaunes brillants.
Les fruits sont oblongs, bruns, env. 3 × 2 mm, aux côtes proéminentes, étroitement ailées.
La floraison et la fructification ont lieu en septembre-octobre.

## Écologie
Le buplèvre chinois croit dans les prairies, sur les berges des ruisseaux, les pentes ensoleillées et les bords de routes, de 100 à 2 700 m d’altitude.
Il est originaire de Chine (sauf des provinces orientales), de Corée, des côtes du Vietnam. En Chine, il est présent dans les provinces suivantes : Anhui, Gansu, Hebei, Heilongjiang, Henan, Hubei, Hunan, Jiangsu, Jiangxi, Jilin, Liaoning, Mongolie intérieure, Shaanxi, Shandong, Shanxi, Zhejiang,.
Quatre formes sont distinguées :
1. Bupleurum chinense fo. pekinense, (Franch. ex Hemsl.) R.H. Shan & Y. Li
2. Bupleurum chinense fo. chiliosciadium, (H. Wolff) R.H. Shan & Y. Li
3. Bupleurum chinense fo. octoradiatum, (Bunge) R.H. Shan & M.L. Sheh
4. Bupleurum chinense fo. vanheurckii, (Franch. ex Hemsl.) R.H. Shan & Y. Li

## Utilisations médicinales
Le Bupleurum chinense et le Bupleurum scorzonerifolium sont les deux principales espèces dont les racines sont utilisées en médecine traditionnelle chinoise sous le nom de chaihu 柴胡.
Le texte fondateur de la matière médicale chinoise, le Shennong bencao jing, écrit aux alentours du début de l’ère commune, est le premier texte médical qui consacre une notice au chaihu 柴胡, la racine du Bupleurum chinense :
Flaveur amère, équilibré, non toxique. Traite le cœur et l’abdomen, pour éliminer le qi lié à l’intestin et l’estomac, aux accumulations et rassemblements de boissons et nourritures, [pour éliminer] le qi néfaste du froid et de la chaleur, se débarrasser du vieux pour introduire du neuf. Consommé durant une longue période, il allège le corps [comme celui d’un immortel], illumine les yeux et stimule l’essence jing 精. Croît dans les vallées fluviales,.
L’indication d’« allèger le corps » était un but visé pour atteindre l'état éthéré des Immortels capables de voler et de « chevaucher les nuages ». Le chaihu est en effet une drogue de catégorie supérieure (shangyao 上药) qui n’était pas destinée à soigner une maladie mais à garder le corps en bonne santé, et s’adressait particulièrement aux adeptes des pratiques alchimiques, qui cherchaient à prolonger la vie, voire à atteindre l’immortalité.[réf. nécessaire]
Si on se reporte à « La Pharmacopée chinoise » moderne (zhongyaoxue 中药学), on trouve une synthèse des emplois médicaux actuels. La racine, amère et fraîche, doit être collectée au printemps ou en automne, séchée au soleil et coupée en pièces. Elle est employée crue ou frite au vinaigre.
Fonctions :
- Disperse la stagnation du qi du foie 
- Fait monter le yang qi et le qi de la rate
- Calme la fièvre.
Indications supposées : 
- Douleurs thoraciques aux hypochondres
- Prolapsus génital (descente d’organes) et rectal
- Fièvre due aux facteurs pathogènes externes, avec épisodes de fièvre et de frissons, avec plénitude et oppression aux hypochondres, gorge sèche et goût amer. Utiliser la décoction « Xiao chaihu tang » faite de chaihu, Huangqin 黄芩 (racine de Scutellaria baicalensis) et Banxia 半夏 (tubercule de Pinellia ternata) .
Les composants actifs principaux de la racine sont des saponosides : les saikosaponines A et D étant pharmacologiquement les plus importantes. Ces saponosides sont anti-inflammatoires, inducteurs d’une activité de type corticoïde, hypocholestérolémiant et hépatoprotecteurs.